# 西南非洲戰役
西南非洲戰役是第一次世界大戰非洲戰場的一部分，在德屬西南非洲爆發。戰爭於1914年9月爆發，英國和南非軍隊亦迅速推進，1915年5月5日，西南非洲的首都溫得和克被南非佔領。同年7月，西南非洲的德軍投降。西南非洲的統治權被轉至南非手中，直至1990年，西南非洲才獲得獨立，成為現今的納米比亞。